# Jet4you
Jet4you was een Marokkaanse Low-fare luchtvaartmaatschappij met hoofdzetel in Casablanca. Ze voerde vluchten uit naar bestemmingen in België, Frankrijk, Italië, Spanje en Zwitserland.
De luchtvaartmaatschappij maakte deel uit van de TUI Airlines alliantie, die zes luchtvaartmaatschappijen groepeert die eigendom zijn van TUI AG.

## Geschiedenis
In 2006 verbood de Waalse Minister van Transport André Antoine de luchtvaartmaatschappij Jet4you om een tussenstop te maken in Luik tijdens een vlucht van Charleroi naar Casablanca met het argument dat korteafstandsvluchten van minder dan 100 kilometer te veel milieuschade aanrichtten. In december 2006 bevestigde de Europese Commissie dat dit verbod geen luchtvaartafspraken met Marokko schond; Commissaris Jacques Barrot lichtte toe: 'De nationale autoriteiten kunnen dergelijke maatregelen nemen, met name om milieuredenen.' Jet4you sleepde de Waalse Regering voor de rechter, maar in november 2008 bevestigde de Rechtbank van eerste aanleg in Namen de geldigheid van het korteafstandsverbod, verwierp de schadeclaim van Jet4you en beval het bedrijf om de proceskosten à 15.000 euro te betalen. Minister Antoine beschouwde dit als een overwinning en spoorde de Belgische federale regering opnieuw aan om een landelijk verbod op korte vluchten in te stellen (hetgeen door de vorige federale transportminister Renaat Landuyt al was overwogen).
In 2012 werd Jet4you geïntegreerd in het Belgische Jetairfly.

## Bestemmingen
Jet4you voerde in juni 2009 lijnvluchten uit naar:
- Agadir, Barcelona, Bologna, Casablanca, Charleroi, Fez, Geneva, Lyon, Marrakesh, Marseille, Milaan, Nador, Oujda, Parijs, Rabat, Tanger, Toulouse, Brest, Deauville, Dusseldorf, Bordeaux, Nador.

## Vloot
Op 28 februari 2012 bestond de vloot van Jet4you uit:
- 3 Boeings 737-800 (CN-RPE, CN-RPF, CN-RPG)
- 1 Boeing 737-400